# Masa Saito
Pour les articles homonymes, voir Saito.
Masanori Saito (en japonais : 斎藤 昌典, Saitō Masanori) (né le 7 août 1942 à Tokyo et mort le 14 juillet 2018) est un lutteur, un catcheur (lutteur professionnel) et un entraîneur de catch japonais connu sous le nom de Mr Saito ou Masa Saito (マサ 斉藤). 
Il est d'abord lutteur et représente son pays aux Jeux olympiques d'été de Tokyo en 1964 en lutte libre dans la catégorie des poids lourd (plus de 97 kg). 
Il devient catcheur et commence sa carrière au Japon d'abord à la Japan Pro Wrestling Alliance (en) en 1965 puis à la Tokyo Pro Wrestling (en) avant d'aller aux États-Unis en 1967. 
Il connait un certain succès principalement sur la côte ouest des États-Unis puis en Floride. Dans les années 1980, il travaille pour la World Wrestling Federation et y remporte à deux reprises le championnat du monde par équipes de la WWF avec Mr. Fuji. Il est contraint de mettre sa carrière entre parenthèses en 1984 après avoir été condamné à deux ans de prison pour agression. 
Il retourne au Japon et rejoint la New Japan Pro Wrestling et y remporte à deux reprises le championnat par équipes International Wrestling Grand Prix avec Riki Chōshū puis Shinya Hashimoto. En plus de cela, il affronte Antonio Inoki dans un death match de plus de 2 h sur  l'île de Ganryū-jima (en). 

## Carrière de lutteur
Après le lycée, Saito étudie à l'université Meiji où il fait aussi partie de l'équipe de lutte. Il fait de la lutte libre ainsi que de la lutte gréco-romaine dans la catégorie des poids lourd. Il remporte les championnats de lutte gréco-romaine et de lutte libre en 1964 dans sa catégorie. Il participe aux Jeux olympiques d'été de 1964 et se classe 8e.

## Carrière de catcheur

### Japan Pro Wrestling Alliance et Tokyo Pro Wrestling (1965-1967)
Saito devient catcheur après les Jeux olympiques et commence à lutter à la Japan Pro Wrestling Alliance (en) (JWA). Durant cette période, la presse sportive japonaise le présente avec Thunder Sugiyama et The Great Kusatsu comme étant le trio doré. En 1966, il quitte la JWA pour suivre Antonio Inoki et Toyonobori (en) qui viennent de créer la Tokyo Pro Wrestling (en). Il quitte le Japon en 1967 après la fermeture de la Tokyo Pro Wrestling pour aller aux États-Unis.

### Arrivée sur la côte ouest des États-Unis (1967-1975)
Saito arrive aux États-Unis en 1967 et commence à lutter à San Francisco à la Big Time Wrestling. Il commence à être mis en valeur en 1968 et remporte avec Kinji Shibuya (en) le championnat du monde par équipes de l'American Wrestling Alliance (version San Francisco) en battant Pepper Gómez et Pedro Morales le 13 juillet. Au cours de ce règne, la Big Time Wrestling devient membre de la National Wrestling Alliance courant 1968.

## Vie privée
Saito épouse une femme du nom de Michi. Il est atteint de la maladie de Parkinson depuis 2000. En 2015, il annonce dans la presse sportive japonaise qu'il souhaite être un des porteurs de la flamme olympique durant les Jeux olympiques d'été de 2020.

## Palmarès
- American Wrestling Association (AWA)
  - 1 fois champion du monde poids lourd de l'AWA[11]
- Championship Wrestling from Florida
  - 1 fois champion de Floride poids lourd de la NWA[12]
  - 5 fois champion de Floride par équipes de la NWA (3 fois avec Ivan Koloff et 2 fois avec Mr. Sato (en))[13]
  - 2 fois champion des États-Unis par équipes de la NWA (version Floride) avec Mr. Sato (en)[14]
- New Japan Pro Wrestling
  - 2 fois champion par équipes International Wrestling Grand Prix avec Riki Chōshū puis Shinya Hashimoto[15]
  - 1 fois champion par équipes d'Amérique du Nord de la NWA (version Los Angeles/Japon) avec Hiro Matsuda[16]
- NWA All-Star Wrestling
  - 2 fois champion du Canada par équipes de la NWA (version Vancouver) avec Gene Kiniski puis Dale Lewis[17]
- NWA Hollywood Wrestling
  - 6 fois champion par équipes des Amériques de la NWA avec Kenji Shibuya (en)[18]
  - 2 fois champion « Beat the Champ » Télévision de la NWA[19]
- NWA San Francisco
  - 2 fois champion du monde par équipes de la NWA (version San Francisco) avec Kenji Shibuya (en)[9]

- Southeastern Championship Wrestling
  - 3 fois champion poids lourd de l'Alabama de la NWA[20]
- World Wrestling Federation (WWF)
  - 2 fois champion du monde par équipes de la WWF avec Mr. Fuji[21]